# Armand Lunel
Pour les articles homonymes, voir Lunel (homonymie).
Armand Lunel est un écrivain et librettiste français né le 9 juin 1892 à Aix-en-Provence, mort le 3 novembre 1977 à Monaco.

## Biographie
Armand Lunel est né dans une famille juive originaire du Comtat Venaissin, présente depuis plusieurs générations en Provence. Il fut professeur de philosophie au lycée Albert-Ier de Monaco, où il eut comme élève Léo Ferré.
Le 25 mars 1920, il épouse, à Nice, Rachel Suzanne Messiah, fille d’Aron Messiah (1858-1940), architecte anglais.
Il reçut le premier prix Renaudot en 1926 pour son roman Nicolo-Peccavi ou l'Affaire Dreyfus à Carpentras et le grand prix Gobert en 1976 pour Juifs du Languedoc, de la Provence et des États français du pape.
Ami d’enfance du compositeur Darius Milhaud, il rédige les livrets de ses opéras Les Malheurs d’Orphée (1924) et Esther de Carpentras (1926) ainsi que le livret de La Chartreuse de Parme d’Henri Sauguet (1939).
Son œuvre présente particulièrement la vie des juifs en Provence. Bien que parfois présenté comme le dernier locuteur connu du judéo-provençal, il ne parlait vraisemblablement pas cette langue, qu'il avait toutefois entendu parler par ses arrière-grandes-tantes. Il en a retenu quelques mots et fragments qu'il a intégrés dans certaines de ses œuvres.
Le fonds Armand-Lunel est aujourd’hui disponible en consultation à la bibliothèque municipale d’Aix-en-Provence.
En 2017, un timbre de 1€10 à son effigie a été édité par la principauté de Monaco : réf Yvert et Tellier : MC3110

## Œuvres
- L’Imagerie du cordier, La Nouvelle Revue française, Paris, 1924
- Nicolo-Peccavi ou l'affaire Dreyfus à Carpentras, éditions Gallimard, 1926 — Prix Renaudot
- Noire et grise, éd. Gallimard, Paris, 1930
- Le Balai de sorcière, éd. Gallimard, Paris, 1935
- Jérusalem à Carpentras, éd. Gallimard, Paris, 1937
- Par d'étranges chemins, illustrations de Léon Zack, éditions Jaspard, Monaco, 1946
- Les Amandes d’Aix, éd. Gallimard, Paris, 1949
- La Belle à la fontaine, éd. Arthème Fayard, Paris, 1959
- J’ai vu vivre la Provence, éd. Arthème Fayard, Paris, 1962
- Juifs du Languedoc, de la Provence et des États français du pape, éd. Albin Michel, Paris, 1975
- Les Chemins de mon judaïsme, et divers inédits, présenté par Georges Jessula, éd. L’Harmattan, Paris, 1993